# František Sehling
František Sehling (Toužim, 13 maggio 1715 – Praga, 17 settembre 1774) è stato un tenore e musicista ceco, fratello minore di Josef Antonín Sehling.
Come il fratello maggiore Josef Antonín, studiò musica a Praga ed a partire dal 1741 fu attivo come cantante nella cappella della Cattedrale di San Vito a Praga. Nel 1743 richiese e ottenne la possibilità di sostituire nella posizione di primo violinista il fratello quando costui era assente. Dal 1771 fece parte dei coristi anziani.